# Дівчина без комплексів
«Дівчина без комплексів» (англ. Trainwreck) — американська кінокомедія режисера і продюсера Джадда Апатоу, що вийшла 2015 року. У головних ролях Емі Шумер, Білл Гейдер, Брі Ларсон.
Вперше фільм продемонстрували 16 березня 2015 року у США на кінофестивалі «На південь через південний захід». В Україні у кінопрокаті показ фільму має розпочатися 20 серпня 2015 року.

## Сюжет
Журналістка Емі Таунсенд пише статті для глянцевого чоловічого журналу «S'nuff», а після роботи веде безтурботне життя — вечірки, алкоголь, чоловіки. А на черговій робочій зустрічі Емі отримує завдання написати статтю про дуже серйозного і відповідального спортивного лікаря Аарона. Зустрівшись із ним, Емі розуміє, що закохалась.

## Творці фільму

### Знімальна група
Кінорежисер — Джадд Апатоу, сценаристкою була Емі Шумер, Кінопродюсерами — Джадд Апатоу і Баррі Мендел, виконавчий продюсер — Девід Б. Гаузголтер. Композитор: Джон Брайон, кінооператор — Джоді Лі Ліпес, кіномонтаж: Вільям Керр, Пек Пріор і Пол Цукер. Художник-постановник: Кевін Томпсон, артдиректор: Дебора Дженсен, художник по костюмах — Джессіка Альбертсон і Ліса Еванс.

### У ролях
| Актор           | Персонаж                              | Роль                                   |
| --------------- | ------------------------------------- | -------------------------------------- |
| Емі Шумер       | Емі Таунсенд англ. Amy Townsend       | працівниця чоловічого журналу «S'nuff» |
| Білл Гейдер     | Аарон Коннерс англ. Aaron Conners     | спортивний лікар                       |
| Брі Ларсон      | Кім Таунсенд англ. Kim Townsend       | сестра Емі                             |
| Тільда Свінтон  | Діанна англ. Dianna                   | начальниця Емі                         |
| Колін Квінн     | Ґордон Таунсенд англ. Gordon Townsend | батько Емі і Кім                       |
| Маріса Томей    |                                       | власниця собаки                        |
| Денієл Редкліфф |                                       | власник собаки                         |
| Піт Девідсон    |                                       | пацієнт лікаря Коннера                 |

## Сприйняття

### Критика
Фільм отримав переважно позитивні відгуки: Rotten Tomatoes дав оцінку 87 % на основі 163 відгуків від критиків (середня оцінка 7,2/10) і 76 % від глядачів зі середньою оцінкою 3,8/5 (44 820 голосів). Загалом на сайті фільми має позитивний рейтинг, фільму зарахований «стиглий помідор» від кінокритиків і «попкорн» від глядачів, Internet Movie Database — 6,8/10 (19 881 голос), Metacritic — 75/100 (44 відгуки критиків) і 6,4/10 від глядачів (140 голосів). Загалом на цьому ресурсі від критиків і від глядачів фільм отримав позитивні відгуки.
Щомісячний журнал про кінематограф «Empire» сказав, що це чудовий фільм і поставив йому 4 зірки з 5, підсумувавши, що «часом здається, ніби одночасно показують п'ять фільмів, проте винахідливо-інтелігентна дикція Шумер і її невтримна зарозумілість тримають це все вкупі. Подібно до її директора, що навмисно губить своє життя заради сміху, в Емі є дуже багато Емі».

### Касові збори
Під час показу у США, що розпочався 17 липня 2015 року, протягом першого тижня фільм був показаний у 3 158 кінотеатрах і зібрав 30 097 040 $, що на той час дозволило йому зайняти 3 місце серед усіх прем'єр. Станом на 11 серпня 2015 року показ фільму триває 26 дні (3,7 тижня), зібравши за цей час у прокаті у США 92 755 460 доларів США, а у решті світу 6 100 000 $ (за іншими даними 6 188 299 $), тобто загалом 98 855 460 доларів США (за іншими даними 98 943 759 $) при бюджеті 35 млн доларів США.

### Нагороди і номінації
| Нагороди та номінації фільму «Дівчина без комплексів» | Нагороди та номінації фільму «Дівчина без комплексів» | Нагороди та номінації фільму «Дівчина без комплексів» | Нагороди та номінації фільму «Дівчина без комплексів» | Нагороди та номінації фільму «Дівчина без комплексів» | Нагороди та номінації фільму «Дівчина без комплексів» |
| Рік                                                   | Нагорода                                              | Категорія                                             | Номінант                                              | Результат                                             | Дж                                                    |
| ----------------------------------------------------- | ----------------------------------------------------- | ----------------------------------------------------- | ----------------------------------------------------- | ----------------------------------------------------- | ----------------------------------------------------- |
| 2015                                                  | 19-та кінопремія Голлівуду                            | Комедія року                                          | Емі Шумер                                             | Перемога                                              | [ 13 ]                                                |
| 2016                                                  | 73-тя церемонія вручення нагороди «Золотий глобус»    | Найкращий фільм — комедія або мюзикл                  | стрічка                                               | Номінація                                             | [ 14 ]                                                |
| 2016                                                  | 73-тя церемонія вручення нагороди «Золотий глобус»    | Найкраща акторка — комедія або мюзикл                 | Емі Шумер                                             | Номінація                                             | [ 14 ]                                                |

## Цікавий факт
Фільм знімався в українському ресторані Веселка у Нью-Йорку.

### Виноски
1. 1 2  Trainwreck: Release Info (англ.). Internet Movie Database. Архів оригіналу за 23 липня 2015. Процитовано 13 серпня 2015.
2. 1 2  Дівчина без комплексів. Kino-teatr.ua. Архів оригіналу за 10 вересня 2015. Процитовано 13 серпня 2015.
3. 1 2  Pamela McClintock (14 липня 2015). Box-Office Preview: 'Ant-Man,' Amy Schumer's 'Trainwreck' Pull Out of Station (англ.). The Hollywood Reporter. Архів оригіналу за 24 квітня 2017. Процитовано 13 серпня 2015.
4. 1 2 3 4 5  Trainwreck (англ.). Box Office Mojo. Архів оригіналу за 31 грудня 2015. Процитовано 13 серпня 2015.
5. 1 2 3 4 5  Trainwreck (2015) (англ.). The Numbers. Архів оригіналу за 10 серпня 2015. Процитовано 13 серпня 2015.
6. 1 2  Trainwreck (англ.). Internet Movie Database. Архів оригіналу за 14 серпня 2015. Процитовано 13 серпня 2015.
7. ↑  Trainwreck (англ.). Allmovie. Архів оригіналу за 26 липня 2015. Процитовано 13 серпня 2015.
8. ↑  Trainwreck: Full Cast & Crew (англ.). Internet Movie Database. Архів оригіналу за 24 січня 2016. Процитовано 13 серпня 2015.
9. ↑  Trainwreck (англ.). Rotten Tomatoes. Архів оригіналу за 28 жовтня 2015. Процитовано 13 серпня 2015.
10. ↑  Trainwreck (англ.). Metacritic. Архів оригіналу за 1 жовтня 2015. Процитовано 13 серпня 2015.
11. ↑  Ian Nathan. Trainwreck. Chasing Amy (англ.). Empire. Архів оригіналу за 10 вересня 2015. Процитовано 22 серпня 2015.
12. ↑  Trainwreck: Awards (англ.). Internet Movie Database. Архів оригіналу за 19 листопада 2015. Процитовано 9 листопада 2015.
13. ↑  Scott Feinberg (26 жовтня 2015). Hollywood Film Awards: 'Hateful Eight' Cast Tapped for Ensemble Honor (Exclusive) (англ.) . The Hollywood Reporter. Архів оригіналу за 19 березня 2016. Процитовано 11 лютого 2016.
14. ↑  Golden Globes 2016: full list of winners (англ.). The Guardian. 10 січня 2016. Архів оригіналу за 5 лютого 2016. Процитовано 11 лютого 2016.